# Streptopelia semitorquata
Streptopelia semitorquata là một loài chim trong họ Columbidae.